# Commission israélienne de l'énergie atomique
La Commission israélienne de l'énergie atomique (CIEA) (hébreu : הוועדה לאנרגיה אטומית) est une agence gouvernementale traitant des activités d'Israël en matière d'énergie nucléaire, depuis 1952.

## Histoire
La Commission israélienne de l'énergie atomique est fondée le 13 juin 1952 par le Premier ministre David Ben Gourion. Celui-ci nomme à sa tête le professeur Ernst David Bergmann, son premier directeur général. D'abord situé près de Rehovot, la Commission se trouve aujourd'hui à Ramat Aviv. Elle supervise le centre de recherche nucléaire de Nahal Soreq, dont la construction a débuté en 1958, ainsi que la centrale nucléaire de Dimona dont la construction commence à la fin de l'année 1959.

## Fonctions
La Commission israélienne de l'énergie atomique conseille le gouvernement israélien dans les différents champs du nucléaire, et l'aide à choisir les priorités en matière de recherche.
La Commission s'assure de la mise en application de la politique gouvernementale en la matière, et représente Israël au sein des organisations internationales du domaine nucléaire, en particulier au sein de l'Agence internationale de l'énergie atomique. La CIEA assure également les échanges bilatéraux avec de nombreuses agences étatiques du domaine nucléaire.